# Owen Willans Richardson
Sir Owen Willans Richardson, angleški fizik, * 26. april 1879, Dewsbury, grofija Yorkshire, Anglija, † 15. februar 1959, Alton, Hampshire, Anglija.
Richardson je leta 1928 prejel Nobelovo nagrado za fiziko »za delo o termoelektronskem sevanju in posebej za odkritje Richardsonovega zakona«. Kraljeva družba iz Londona mu je leta 1930 za njegovo delo o termioniki in spektroskopiji podelila svojo Kraljevo medaljo.